# Carlos Domínguez

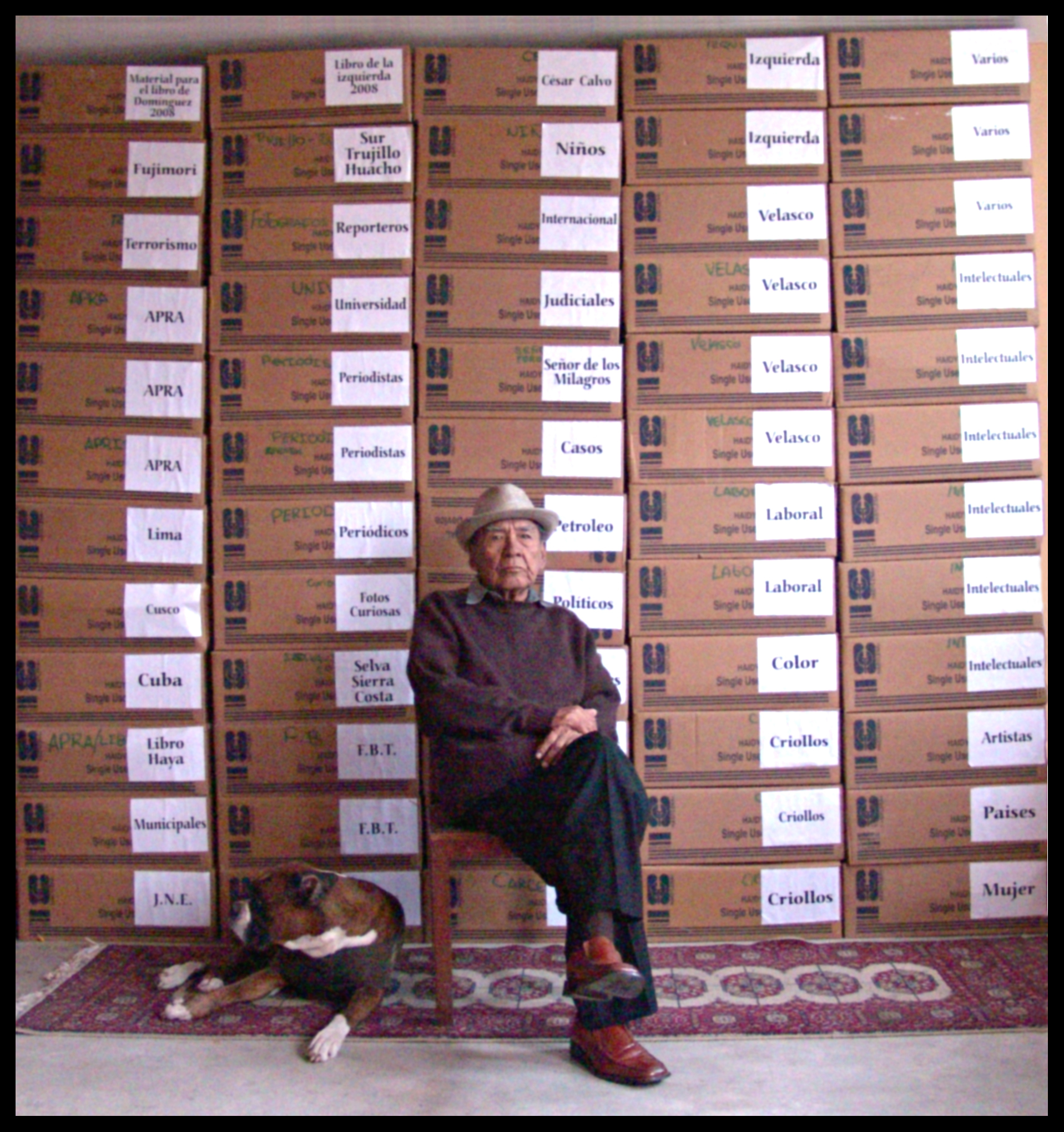
Calos Dominguez, sentado em sua cadeira.

Carlos “Chino” Dominguez (1933 - 17 de fevereiro de 2011) foi um fotógrafo peruano, considerado o "melhor repórter fotográfico do século XX" em seu país. Recebeu o "Palmas Artísticas del Perú" no grau de "Gran Maestro" pela Universidade Nacional Maior de São Marcos.